# Oplopanax
Oplopanax es un pequeño género de plantas de flores que consiste en tres especies de arbustos caducifolios, nativos del oeste de Norteamérica y noreste de Asia. Oplopanax está estrechamente relacionado con el género Fatsia.

## Descripción
Las especies tienen tallos espinosos, grandes hojas palmeadas lobuladas con flores blancas o verdosas produciéndose en panículas terminales. El fruto es una pequeña drupa esférica de color rojo muy popular entre los pájaros.

## Propiedades
Las especies de Oplopanax están estrechamente relacionadas con el ginseng americano, y ha sido clínicamente demostrado que poseen cualidades medicinales. Los nativos americanos utilizaron la planta como alimentos y medicina.  La planta fue utilizada tradicionalmente por los indígenas americanos para tratar en los adultos, la diabetes y una variedad de tumores.  Estudios clínicos han comprobado la eficacia de las plantas como un tratamiento para las primeras etapas de la diabetes.  Extractos de brotes de las plantas jóvenes también han demostrado clínicamente ser eficaz contra una variedad de cánceres

## Taxonomía
El género fue descrito por (Torr. & A.Gray) Miq. y publicado en Annales Museum Botanicum Lugduno-Batavi 1: 16. 1863. La especie tipo es: Oplopanax horridus

## Especies
- Oplopanax elatus
- Oplopanax horridus
- Oplopanax japonicus